# اچ‌ام‌اس نورفک (دی۲۱)
اچ‌ام‌اس نورفک (دی۲۱) (به انگلیسی: HMS Norfolk (D21)) یک کشتی است که طول آن ۵۲۲ فوت (۱۵۹ متر) می‌باشد. این کشتی در سال ۱۹۶۷ ساخته شد.